# The Devil Conspiracy
Conspirația diavolului (în engleză The Devil Conspiracy) este un film SF de groază din 2022, scris și produs de Ed Alan și regizat de Nathan Frankowski. În rolurile principale au interpretat actorii Alice Orr-Ewing, Joe Doyle, Eveline Hall, Peter Mensah, Joe Anderson, Spencer Wilding, Brian Caspe și James Faulkner.
Filmat în Cehia, a avut premiera la Festivalul Internațional de Film Fantastic de la Bruxelles (BIFFF) la 10 septembrie 2022 și în cinematografe la 13 ianuarie 2023. Filmul a avut în general recenzii negative din partea criticilor.

## Rezumat
În Cer, după geneză, Lucifer declanșează o rebeliune și este aruncat în Iad de către Dumnezeu. Arhanghelul Mihail îl înlănțuie pe Lucifer cu sabia sa și îi respinge cererea de a i se alătura. Lucifer îl amenință ca va reveni pe Pământ nu ca fratele său, dar ca Creatorul său.
În prezent, Laura investighează bătălia îngerilor și este sceptică în ceea ce privește existența supranaturalului. O firmă de biotehnologie, care în secret este o sectă care îl venerează pe Lucifer, își propune să-l elibereze pe acesta cu ajutorul Giulgiului din Torino. Conducătoarea sectei, Liz, îl ucide pe părintele Marconi, fură Giulgiul și plănuiește să-l folosească pentru a crea un vas pentru Lucifer.
Mihail preia corpul lui Marconi, află despre o profeție care implică o femeie malefică și o fiară care dau naștere vasului lui Lucifer. Lucifer se eliberează în timp ce sectanții o aduc pe Laura și alte trei femei: Sophia, Brenda și Mia în laboratorul lor. Bestia Pământului le capturează pe Laura și Sophia, dar Lucifer o posedează pe Sophia și le ucide pe restul, considerându-le nepotrivite, lăsând-o vie doar pe Laura pentru ca Lucifer să o posede. Michael o salvează pe Laura, întâlnind îngeri căzuți care dezvăluie planul sectei de a aduce Iadul pe Pământ.
Lucifer o manipulează pe Laura, care evadează pentru o clipă, încercând să se sinucidă. Liz apare, iar Lucifer o posedează iar pe Laura pentru a o opri. Michael își recuperează sabia cu ajutorul sufletelor nevinovate prinse în capcană în Iad. Laura dă naștere unui copil, împlinind profeția. Mihail dezvăluie planul lui Dumnezeu ca copilul să-l distrugă pe Lucifer. Liz decide apoi să protejeze copilul și ordonă masacrul sectei.
Mihail o salvează pe Laura și împreună o confruntă pe Liz, care dezvăluie adevărul. Laura scapă cu copilul, iar Mihail se luptă cu Bestia. El închide portalul către Iad cu explozibili, distrugând baza sectei. Copilul, acum în siguranță, este dus la Vatican.
În urma evenimentelor, Mihail eliberează sufletele nevinovate prinse din Iad, povestind despre mântuirea lumii. Liz îl zărește pe copil într-o pădure, șoptind „Lucifer”. Esența lui Lucifer scapă, dar este apoi absorbită de copil.

## Distribuție
- Alice Orr-Ewing⁠(d) – Laura Milton
- Joe Doyle – Părintele Marconi/Mihail
- Eveline Hall – Liz
- Peter Mensah – Arhanghelul Mihail
- Joe Anderson⁠(d) – Lucifer
- Brian Caspe – Dr. Laurent
- James Faulkner⁠(d) – Cardinalul Vincini
- Spencer Wilding⁠(d) – Bestia Pământului (Dabbah)
- Victoria Chilap – Brenda
- Wendy Rosas –  Sophia
- Natalia Germani⁠(d) – Alina

## Producție
Filmările principale au avut loc la Praga și în alte locuri din Cehia, din martie până în aprilie 2019, sub titlul de lucru dEvil”.

## Lansare și box office
A fost lansat la Festivalul Internațional de Film Fantastic de la Bruxelles la 10 septembrie 2022 și în cinematografe la 13 ianuarie 2023, în Statele Unite și Canada. A avut încasări de 765.218 de dolari americani în Statele Unite și Canada. În Rusia a încasat 193.793 de dolari și 25.330 de dolari în Columbia, în total 984.341 de dolari în toată lumea.

### Recepție critică
Pe site-ul web de agregare a recenziilor Rotten Tomatoes, 26% din cele 23 recenzii ale criticilor sunt pozitive, cu un rating mediu de 4.10/10. Metacritic, care folosește o medie ponderată, a atribuit filmului un scor mediu de 37 din 100, pe baza a șase critici, indicând recenzii „în general nefavorabile”.
Dennis Harvey, pentru Variety, a spus: „Dacă sunt pasionați de deliciile ochilor pline de CGI, care tratează profețiile biblice cu seriozitatea cu care franciza Comoara națională a tratat istoria americană, vor fi răsplătiți cu o diversiune plină de viață cu floricele de porumb, chiar dacă supraîncărcată”. Considerând filmul o combinație între Codul lui Da Vinci și Copilul lui Rosemary, el a lăudat regia „colorată și stilistică” a lui Frankowski, dar a considerat scenariul lui Alan „încurcat”.
Matt Donato de la IGN i-a dat filmului un șase din zece, spunând că este un film de acțiune religioasă cu un concept complex, cu influențe horror, care își subestimează ambițiile, dar care totuși distrează în ciuda propriei emoții.